# USS Peacock (1813)
L'USS Peacock était un sloop-of-war dans la marine américaine pendant la guerre de 1812.
Le Peacock a été autorisé par la loi du Congrès du 3 mars 1813, commencé le 9 juillet 1813, par Adam et Noah Brown au New York Navy Yard, et lancé le 19 septembre 1813. Il a servi dans la guerre de 1812, capturant vingt navires. Par la suite, il a servi dans l'escadron de la Méditerranée et dans la « flotte des moustiques » qui réprimait la piraterie dans les Caraïbes. Il a patrouillé sur les côtes sud-américaines pendant les guerres d'indépendance coloniales. Il a été désarmé en 1827 et démantelé en 1828 pour être reconstruit sous le nom de USS Peacock (1828), destiné à être un navire d'exploration. Il a navigué dans le cadre de l'Expédition d'exploration des États-Unis en 1838. Le Peacock s'est échoué et s'est brisé sur le banc de sable du Columbia sans perte de vie en 1841.